# Bresilley
Bresilley é uma comuna francesa na região administrativa de Borgonha-Franco-Condado, no departamento de Alto Sona. Estende-se por uma área de 3,54 km². Em 2010 a comuna tinha 185 habitantes (densidade: 52,3 hab./km²).